# Peter Pokorný
Peter Pokorný (Trenčín, 8 de agosto de 2001) es un futbolista eslovaco que juega de centrocampista en el Š. K. Slovan Bratislava de la Superliga de Eslovaquia.

## Carrera
Peter Pokorný empezó a jugar al fútbol con AS Trenčín de su ciudad natal, antes de trasladarse a la academia del Red Bull Salzburgo austríaco. En 2018 fue traspasado al FC Liefering, equipo que mantiene un acuerdo de colaboración con el club propiedad de Red Bull GmbH. El centrocampista eslovaco debutaría con el Liefering en la 2. Liga de Austria el 3 de agosto de 2018, antes de ser reemplazado por Nikola Stosic en el minuto 63. El 26 de agosto de 2020 fue cedido al SKN St. Pölten de la segunda división austríaca, aunque apareciendo únicamente en cuatro partidos. El 16 de junio de 2021 se hizo oficial su fichaje por la Real Sociedad B hasta 2024, siendo el primer refuerzo del club vasco tras su ascenso a Segunda División. Tras un año en el equipo fue cedido con una opción de compra al MOL Fehérvár F. C. Esta no se hizo efectiva y el 9 de agosto de 2023 rescindió su contrato y fichó por el Śląsk Wrocław. Allí estuvo dos campañas y en junio de 2025 se unió al Š. K. Slovan Bratislava.

## Clubes
| Club                        | País       | Año       | Partidos | Goles |
| --------------------------- | ---------- | --------- | -------- | ----- |
| F. C. Liefering             | Austria    | 2018-2019 | 23       | 0     |
| Red Bull Salzburgo          | Austria    | 2019-2021 | 0        | 0     |
| F. C. Liefering (cedido)    | Austria    | 2019-2020 | 14       | 0     |
| SKN St. Pölten (cedido)     | Austria    | 2020-2021 | 32       | 0     |
| Real Sociedad "B"           | España     | 2021-2023 | 24       | 0     |
| MOL Fehérvár F. C. (cedido) | Hungría    | 2022-2023 | 27       | 0     |
| Śląsk Wrocław               | Polonia    | 2023-2025 | 54       | 0     |
| Š. K. Slovan Bratislava     | Eslovaquia | 2025-     |          |       |